# Andrew J. Noymer
| Odkryte planetoidy: 7 | Odkryte planetoidy: 7 | Odkryte planetoidy: 7 |
| --------------------- | --------------------- | --------------------- |
| (4131) Stasik         | 23 lutego 1988        |                       |
| (4346) Whitney        | 23 lutego 1988        |                       |
| (4768) Hartley        | 11 sierpnia 1988      |                       |
| (5812) Jayewinkler    | 11 sierpnia 1988      |                       |
| (10061) Ndolaprata    | 11 sierpnia 1988      |                       |
| (19969) Davidfreedman | 11 sierpnia 1988      |                       |
| (39521) 1988 PQ       | 11 sierpnia 1988      |                       |

Andrew J. Noymer (ur. 4 listopada 1971) – amerykański astronom, biolog i socjolog.

## Życiorys
Jako student Uniwersytetu Harvarda pracował w Minor Planet Center i Centralnym Biurze Telegramów Astronomicznych. W 1995 roku uzyskał tytuł BA z biologii na Uniwersytecie Harvarda, a rok później MSc z demografii medycznej w Londyńskiej Szkole Higieny i Medycyny Tropikalnej. W 2006 uzyskał stopień doktora na Uniwersytecie Kalifornijskim w Berkeley. Zajmuje się sprawami dotyczącymi zdrowia i śmiertelności, demografii, pandemią grypy w latach 1918–1919, socjologią matematyczną. Obecnie (2019) pracuje jako Associate Professor na Uniwersytecie Kalifornijskim w Irvine.
W roku 1988 podczas pobytu w Obserwatorium Siding Spring w Australii odkrył 7 planetoid.
Z okazji dwudziestych urodzin jego nazwiskiem nazwano planetoidę (4956) Noymer.